# Joe Mixon
Pour les articles homonymes, voir Mixon.
(en) Statistiques sur pro-football-reference
Joe Mixon, né le 24 juillet 1996 à Oakley en Californie, est un joueur professionnel américain de football américain évoluant au poste de running back dans la National Football League (NFL) depuis la saison 2017.
Au niveau universitaire, il a joué pendant deux saisons pour les Sooners de l'Oklahoma dans la NCAA Division I FBS avant d'être sélectionné lors du deuxième tour de la draft 2017 par la franchise des Bengals de Cincinnati.
Après sept saisons avec les Bengals, il rejoint les Texans de Houston en 2024.

#### Bengals de Cincinnati

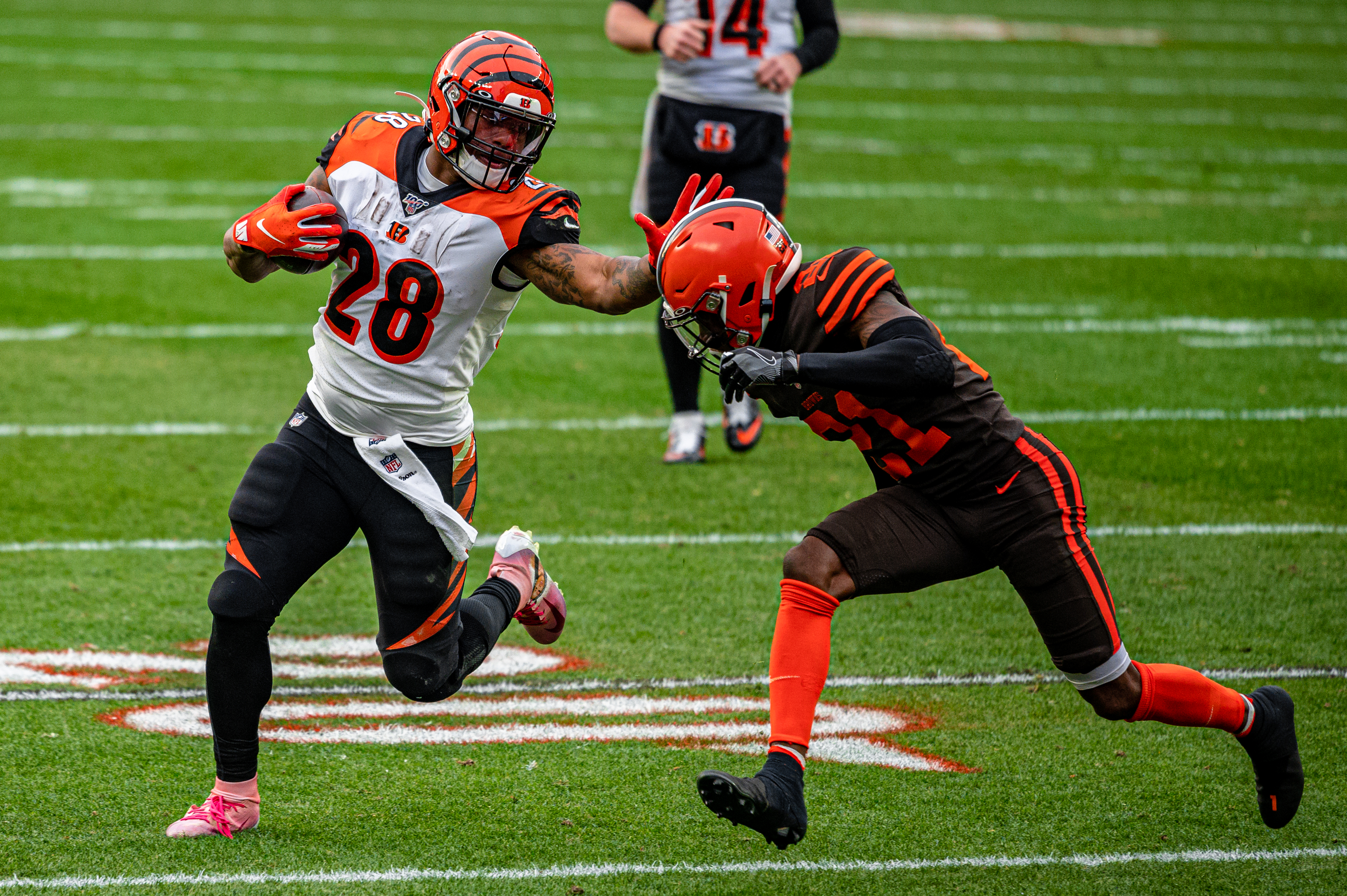
Mixon (no 28) en 2019 avec les Bengals contre les Browns.

## Biographie

### Jeunesse
Mixon étudie au lycée Freedom d'Oakley en Californie, où il joue au football américain et au basket-ball pour leurs équipes des Falcons. Il a été titulaire pendant trois saisons au poste de running back gagnant 1 134 yards et inscrivant 13 touchdowns en 171 courses lors de sa deuxième année (sophomore). En tant que junior, il gagne à la course1 443 yards et inscrit 21 touchdowns en 201 courses et en tant que senior, 1 704 yards et 23 touchdowns en 226 courses.
Mixon dispute 16 matchs de basketball pour les Falcons, réussissant 79 tirs, inscrivant une moyenne de 12,2 points par match avec un pourcentage de 57% aux lancers francs. Son équipe a terminé la saison avec un bilan de 22 victoires pour 12 défaites.
Mixon est alors considéré comme une recrue cinq étoiles et comme un des meilleur running back du pays par Rivals.com. En janvier 2014, il s'engage avec l'université de l'Oklahoma après avoir reçu 47 offres dont celles d'Alabama, California, Wisconsin et UCLA.

### Carrière universitaire
Étudiant à l'Université de l'Oklahoma, il joue pour les Sooners de l'université de l'Oklahoma de 2014 à 2016. Cependant, il ne fait ses débuts sur le terrain qu'à partir de la saison 2015, après avoir été suspendu pour la saison 2014 à la suite d'une agression physique sur une femme.
Il s'illustre lors de la saison 2016, en inscrivant un total de 15 touchdowns et en gagnant à la course 1 274 yards en plus de 538 yards en réceptions. Il renonce à jouer ses deux années d'éligibilité pour se présenter à la draft 2017 de la NFL,.

### Carrière professionnelle

#### Draft
Bien qu'étant perçu comme une sélection de premier tour et un des meilleurs joueurs disponibles à sa position, l'épisode de l'agression remontant à 2014 fait en sorte qu'il n'est pas invité au NFL Scouting Combine et que plusieurs équipes refusent de le sélectionner.
Il glisse par conséquent jusqu'au deuxième tour de la draft, mais est sélectionné à la 48e place par la franchise des Bengals de Cincinnati.

#### Texans de Houston
Mixon est échangé aux Texans de Houston le 13 mars 2024 contre un choix de 7e tour de la draft 2024. Il y signe le lendemain un contrat de trois ans pour un montant de 27 millions de dollars.

## Statistiques

### NCAA
| Année       | Équipe                | Statut      | MJ |     | Courses | Courses | Courses | Courses |       | Passes réceptionnées | Passes réceptionnées | Passes réceptionnées | Passes réceptionnées |  | Fumbles | Fumbles |
| Année       | Équipe                | Statut      | MJ | Nb. | Yards   | Moy.    | TD      | Nb.     | Yards | Moy.                 | TD                   | Nb.                  | Perdus               |  |         |         |
| 2015        | Sooners de l'Oklahoma | Fr.         | 13 | 113 | 0 753   | 6,7     | 07      | 28      | 356   | 12,7                 | 4                    | 0                    | 0                    |  |         |         |
| 2016        | Sooners de l'Oklahoma | So.         | 12 | 187 | 1 274   | 6,8     | 10      | 37      | 538   | 14,5                 | 5                    | 0                    | 0                    |  |         |         |
| Totaux NCAA | Totaux NCAA           | Totaux NCAA | 25 | 300 | 2 027   | 6,8     | 17      | 65      | 894   | 13,8                 | 9                    | 0                    | 0                    |  |         |         |

### NFL
| Année  | Équipe                | MJ |                 | Courses         | Courses         | Courses         | Courses         |                 | Passes réceptionnées | Passes réceptionnées | Passes réceptionnées | Passes réceptionnées |  | Fumbles | Fumbles |
| Année  | Équipe                | MJ | Nb.             | Yards           | Moy.            | TD              | Nb.             | Yards           | Moy.                 | TD                   | Nb.                  | Perdus               |  |         |         |
| 2017   | Bengals de Cincinnati | 14 | 178             | 0 626           | 3,5             | 04              | 30              | 287             | 9,6                  | 0                    | 3                    | 2                    |  |         |         |
| 2018   | Bengals de Cincinnati | 14 | 237             | 1 168           | 4,9             | 08              | 43              | 296             | 6,9                  | 1                    | 0                    | 0                    |  |         |         |
| 2019   | Bengals de Cincinnati | 16 | 278             | 1 137           | 4,1             | 05              | 35              | 287             | 8,2                  | 3                    | 0                    | 0                    |  |         |         |
| 2020   | Bengals de Cincinnati | 06 | 119             | 0 428           | 3,6             | 03              | 21              | 138             | 6,6                  | 1                    | 1                    | 1                    |  |         |         |
| 2021   | Bengals de Cincinnati | 16 | 292             | 1 205           | 4,1             | 13              | 42              | 314             | 7,5                  | 3                    | 2                    | 1                    |  |         |         |
| 2022   | Bengals de Cincinnati | 14 | 210             | 0 814           | 3,9             | 07              | 60              | 441             | 7,4                  | 2                    | 0                    | 0                    |  |         |         |
| 2023   | Bengals de Cincinnati | 17 | 257             | 1 034           | 4,0             | 09              | 52              | 376             | 7,2                  | 3                    | 0                    | 0                    |  |         |         |
| 2024   | Texans de Houston     | ?  | Saison en cours | Saison en cours | Saison en cours | Saison en cours | Saison en cours | Saison en cours | Saison en cours      | Saison en cours      | ?                    | ?                    |  |         |         |
| Totaux | Totaux                | 97 | 1 571           | 6 412           | 4,1             | 49              | 283             | 2 139           | 7,6                  | 13                   | 6                    | 4                    |  |         |         |

| Année  | Équipe                | MJ |     | Courses | Courses | Courses | Courses |       | Passes réceptionnées | Passes réceptionnées | Passes réceptionnées | Passes réceptionnées |  | Fumbles | Fumbles |
| Année  | Équipe                | MJ | Nb. | Yards   | Moy.    | TD      | Nb.     | Yards | Moy.                 | TD                   | Nb.                  | Perdus               |  |         |         |
| 2021   | Bengals de Cincinnati | 4  | 067 | 262     | 3,9     | 1       | 18      | 107   | 5,9                  | 0                    | 0                    | 0                    |  |         |         |
| 2022   | Bengals de Cincinnati | 3  | 039 | 163     | 4,2     | 1       | 08      | 050   | 6,3                  | 0                    | 0                    | 0                    |  |         |         |
| Totaux | Totaux                | 7  | 106 | 425     | 4,0     | 2       | 26      | 157   | 6,0                  | 0                    | 0                    | 0                    |  |         |         |

## Accomplissements

### NFL
- Sélectionné au Pro Bowl 2022 (saison 2021 de la NFL).

### NCAA
- Sélectionné dans la première équipe de la Big 12 Conference en 2016.